# Roger Byrne
Roger William Byrne (n. 8 septembrie 1929 – d. 6 februarie 1958) a fost un fotbalist englez, unul dintre căpitanii din istoria lui Manchester United. 
A fost unul din cei opt jucători ai lui Manchester United care și-au pierdut viața în Dezastrul aerian de la München din 6 februarie 1958. A strâns 33 de selecții în echipa națională de fotbal a Angliei, și a fost căpitan la Manchester United începând cu sezonul 1953-54. Byrne juca de obicei pe postul de fundaș, deși inițial evoluase ca aripă stângă. 
A câștigat medalii în campionatul englez în 1952, 1956 și 1957, și a terminat pe locul 2 în Cupa FA în 1957. Avea doar 28 de ani când a avut loc accidentul, și dacă ar fi ajuns acasă ar fi aflat că soția lui Joy era însărcinată cu primul lor copil. Opt luni după moartea lui, s-a născut fiul lui Roger junior, care în anii '1970 a fost copil de mingi la Old Trafford. 